# Alexander Satz
Alexander Igorewitsch Satz (russisch Алекса́ндр И́горевич Сац/ Alexander Igorewitsch Saz; * 31. Januar 1941 in Moskau, Sowjetunion; † 18. Januar 2007 in Wien) war ein russischer Pianist und Klavierpädagoge.

## Leben
Satz begann erst im Alter von vierzehn Jahren mit Klavierunterricht bei Leonid Bromberg, einem Schüler und Assistenten von Heinrich Neuhaus. Ab 1956 studierte er am Gnessin-Institut Moskau und erhielt dort 1963 eine Professur.
1989 emigrierte er in die USA, ab 1991 lebte er in Österreich, wo er eine Professur an der Universität für Musik und darstellende Kunst in Graz übernahm. Daneben unterrichtete er ab 1999 an der Royal Academy of Music in London.
Zu seinen bedeutendsten Schülern zählen Boris Beresowski, Sanja Bizjak, Amandine Savary, Jewgeni Sudbin, und Lilya Zilberstein.
Satz starb nach längerer Krankheit in einem Wiener Spital und wurde in Graz am Zentralfriedhof begraben.

## Diskographie (Auswahl)
- 2002: Alexander Skrjabin, Klavierwerke

| Personendaten    | Personendaten                                                                        |
| ---------------- | ------------------------------------------------------------------------------------ |
| NAME             | Satz, Alexander                                                                      |
| ALTERNATIVNAMEN  | Satz, Alexander Igorewitsch (vollständiger Name); Сац, Алекса́ндр И́горевич (russisch) |
| KURZBESCHREIBUNG | russischer Pianist und Klavierpädagoge                                               |
| GEBURTSDATUM     | 31. Januar 1941                                                                      |
| GEBURTSORT       | Moskau, Sowjetunion                                                                  |
| STERBEDATUM      | 18. Januar 2007                                                                      |
| STERBEORT        | Graz, Österreich                                                                     |